# Päivi Lempinen
Päivi Maria Lempinen, född 4 mars 1955 i Limingo, är en finländsk grafiker. 
Lempinen studerade 1974–1975 vid Fria konstskolan, 1975–1977 vid Konstindustriella högskolan och 1977–1981 vid Finlands konstakademis skola samt ställde ut första gången 1979 och har sedan dess tillhört Finlands främsta och mest förfinade grafiker. I hennes arbeten har landskapet och arkitekturen, i form av kupoler, torn och tältliknande konstruktioner, ständigt återkommit som ett centralt motiv. I hennes verk från början av 1980-talet lever inte minst de surrealistiska, blåtonade havs- och regnmotiven samt de geometriska tältkompositionerna. Senare har hennes motivvärld berikats med sakrala och bysantinskt inspirerade inslag. 
Vid sidan av metallgrafiken, vanligen akvatinta och mjukgrundsetsning, har Lempinen också tecknat, målat med akrylfärger och gjort collage. Sina kunskaper i grafisk formgivning och boktryckarkonst, ämnen som hon studerade på 1970-talet, har hon bland annat utnyttjat som ombrytare av tidskriften Taide 1985–1987. Hon tillhörde performansgruppen Jack Helen Brut 1981–1984 och har undervisat vid Oriveden opisto 1983 och 1985, Helsingfors arbetarinstitut 1984–1986 och 1993–1994, Konstindustriella högskolan 1985–1989 och Bildkonstakademin 1987–1989. Hon har haft många förtroendeuppdrag inom konst- och konstnärsorganisationer och var 1981 med om att grunda grafikverkstaden Printtus, sedermera Grafiris och Imprimo Oy 1987.